# Stegoceras
Stegoceras var ett släkte växtätande dinosaurier som levde under yngre krita i vad som nu är Nordamerika.
Stegoceras hade en upp till två meter lång kropp och en påfallande kupolformad skalle. I förhållande till Stegoceras storlek var dess skalle mycket tung och störst och kraftigast huvud hade hanarna. Stegoceras kan ha använt skallen för att stångas med och kroppens konstruktion kan också ha varit anpassad till det. När Stegoceras sänkte sitt huvud kunde halsen, ryggraden och svansen låsas i en rak linje som skulle kunna fördela den stora kraften när två Stegoceras stångades genom hela dess kropp så att inte allvarliga skador uppstod. Strider mellan Stegoceras kan ha avgjort konkurrens om revir eller konflikter under parningstiden. 

## Fossil
Flera fossil av Stegoceras har hittats. Bland de upptäckta fossilen finns fossil både av fullvuxna hanar och honor och av ungar i olika åldrar. Tack vare detta har forskarna ganska god kunskap om hur Stegoceras såg ut och levde.